# مارتن برافو
مارتن برافو (بالإسبانية: Martin Bravo) هو فنان قتال مختلط مكسيكي، ولد في 21 سبتمبر 1993.

## وصلات خارجية
- مارتن برافو على موقع يو إف سي (الإنجليزية)
- مارتن برافو على موقع شيردوغ (الإنجليزية)
- مارتن برافو على موقع IMDb (الإنجليزية)